# Rue Jean-Anouilh
Pour les articles homonymes, voir Jean Anouilh et Anouilh.
La rue Jean-Anouilh est une voie du 13e arrondissement de Paris, en France.

## Situation et accès
La rue Jean-Anouilh, située dans le quartier de la Gare, débute rue Neuve-Tolbiac et se termine au no 19, rue Émile-Durkheim
Elle est accessible à proximité par la ligne 14 à la station Bibliothèque François-Mitterrand.

## Origine du nom
Elle rend hommage au dramaturge français Jean Anouilh (1910-1987) en raison de sa proximité avec la bibliothèque François-Mitterrand.

## Historique
La voie est ouverte dans le cadre de l'aménagement de la ZAC Paris-Rive-Gauche, sous le nom provisoire de « voie CS/13 » et prend sa dénomination actuelle le 9 mars 1993.

## Bâtiments remarquables et lieux de mémoire
- L'une des fontaines Wallace du quartier.
- Le jardin Georges-Duhamel.
- La rue débouche sur la Bibliothèque François-Mitterrand.

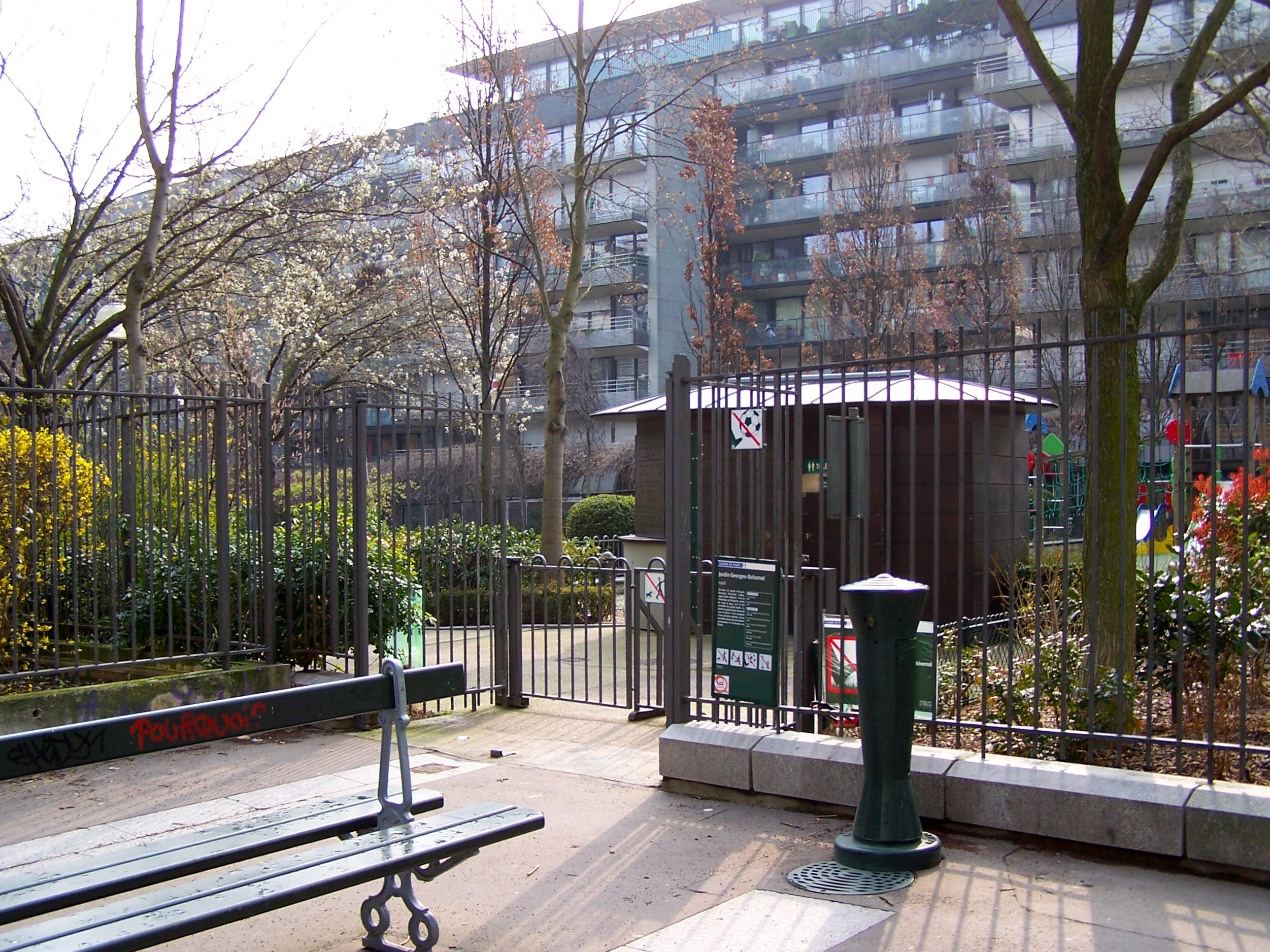
L'entrée du jardin Georges-Duhamel.
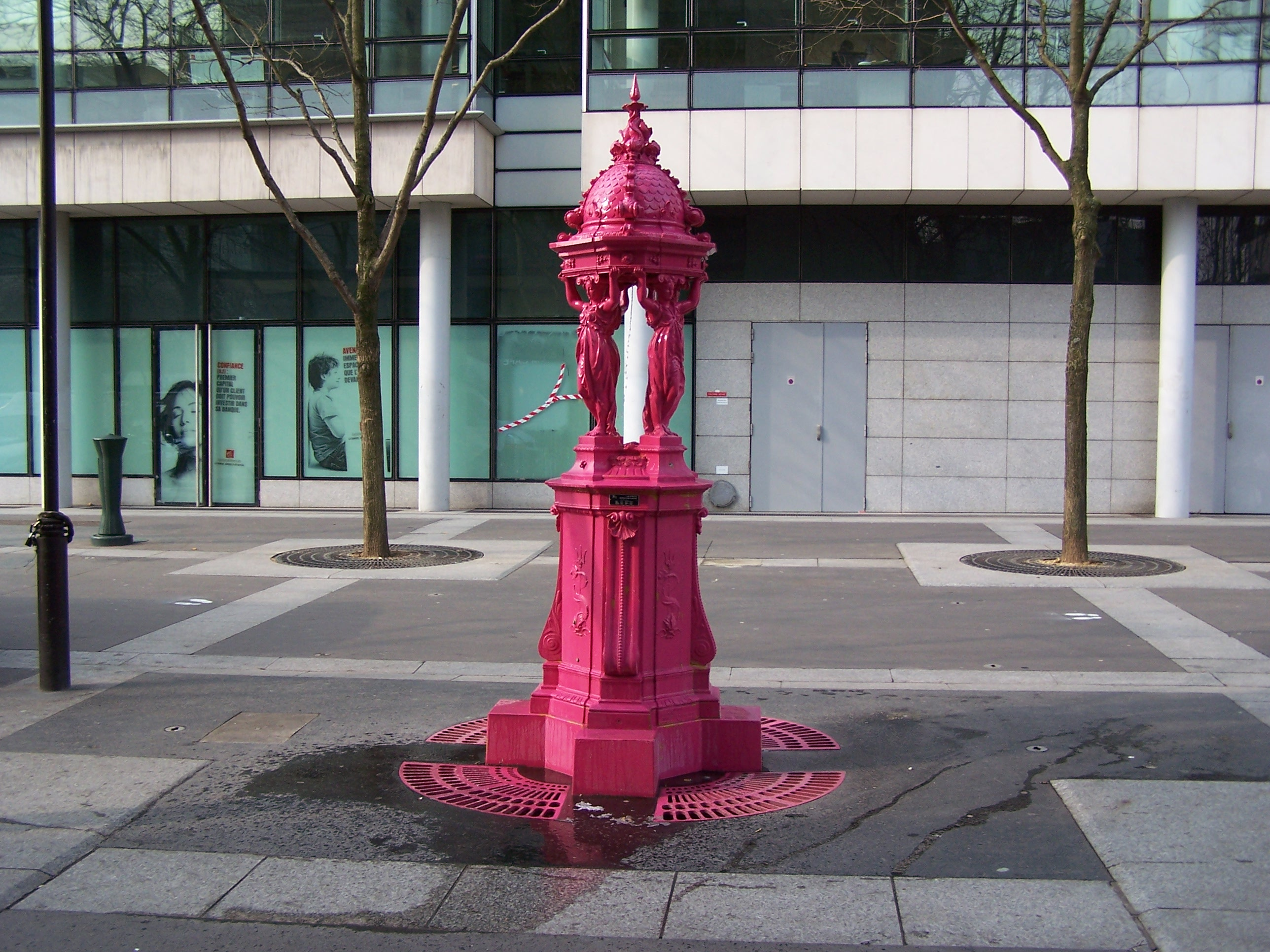
La fontaine Wallace.